# Ohlsdorf
Ohlsdorf osztrák község Felső-Ausztria Gmundeni járásában. 2018 januárjában 5209 lakosa volt.

## Elhelyezkedése

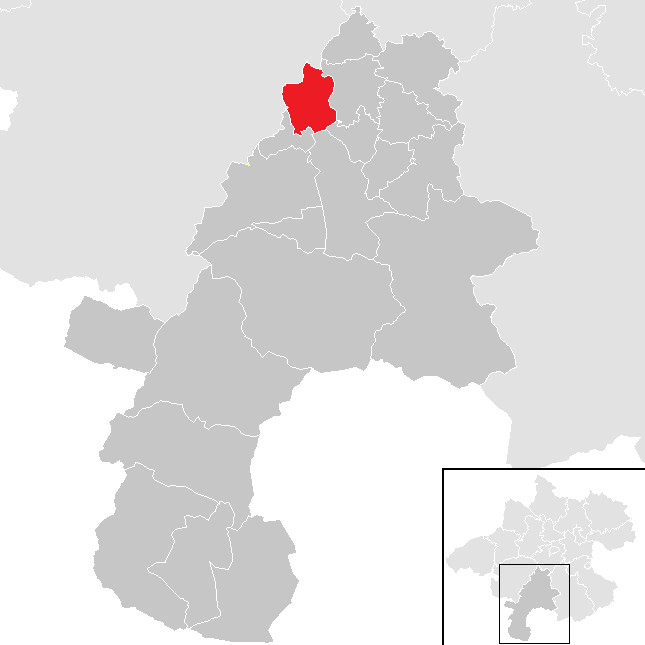
Ohlsdorf a Gmundeni járásban

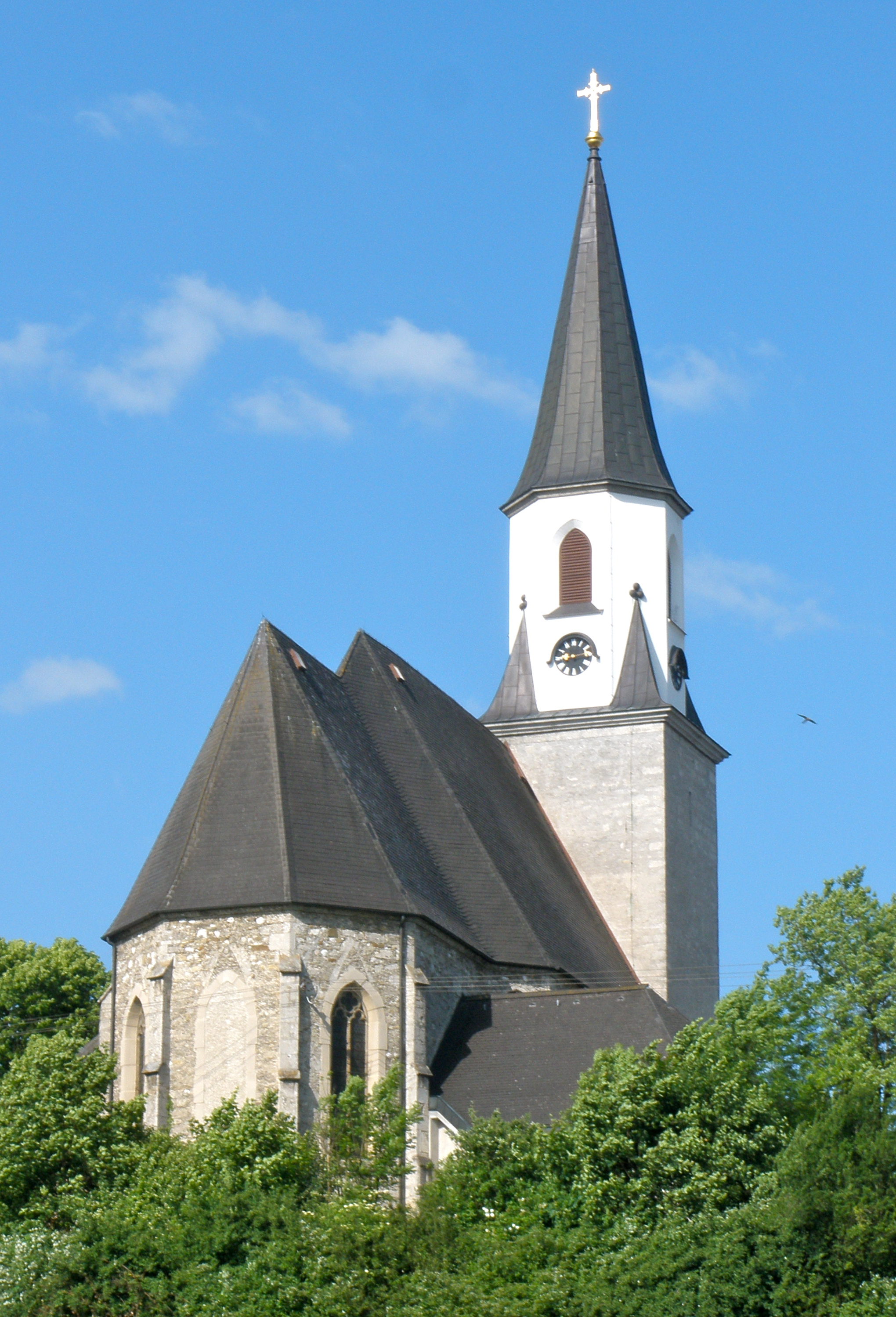
A Szt. Márton-plébániatemplom

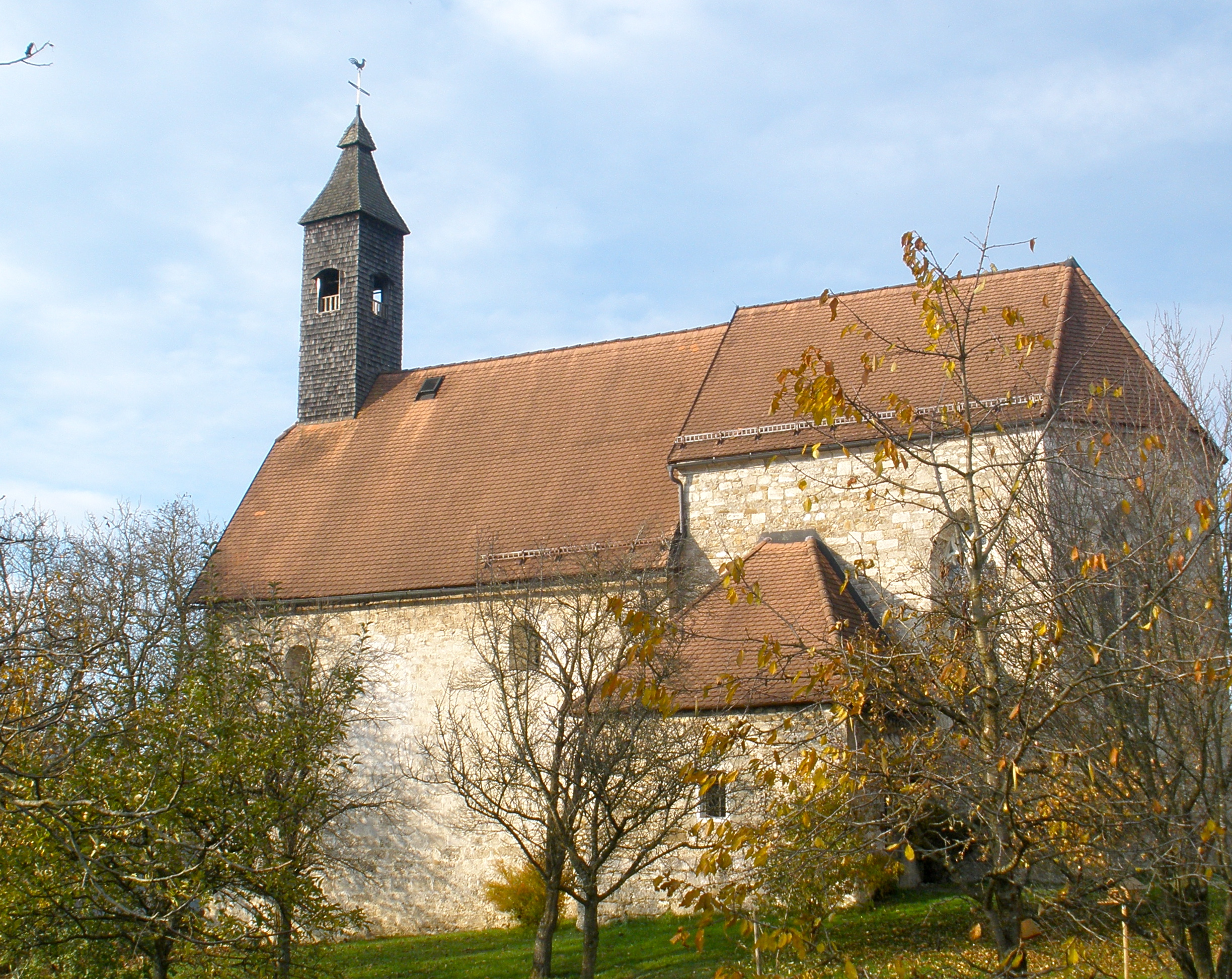
A Római templom

Ohlsdorf Felső-Ausztria Traunviertel régiójában fekszik. Keleti határát a Traun, a nyugatit az Aurach folyók alkotják. Területének 21,9%-a erdő, 64,9% áll mezőgazdasági művelés alatt. Az önkormányzat 33 falut és településrészt egyesít: Aichlham (37 lakos 2018-ban), Aupointen (83), Aurachkirchen (119), Edlach (26), Edt (26), Ehrendorf (313), Ehrenfeld (62), Föding (30), Fraunsdorf (351), Großreith (31), Hafendorf (43), Hildprechting (59), Hochbau (411), Hochleithen (130), Holzhäuseln (50), Irresberg (126), Kleinreith (581), Kohlwehr (9), Obernathal (28), Oberthalham (198), Ohlsdorf (1093), Parz (13), Peiskam (143), Penesdorf (27), Preinsdorf (65), Purndorf (13), Rittham (111), Ruhsam (99), Sandhäuslberg (265), Traich (35), Unternathal (35), Unterthalham (273) és Weinberg (324).
A környező önkormányzatok: keletre Laakirchen, délkeletre Gschwandt, délre Gmunden, délnyugatra Pinsdorf, északnyugatra Regau, északra Desselbrunn. 

## Története
Ohlsdorf területe eredetileg a Bajor Hercegség keleti határvidékén feküdt, a 12. században került át Ausztriához. Az Osztrák Hercegség 1490-es felosztásakor az Enns fölötti Ausztria része lett. 
A napóleoni háborúk során a falut több alkalommal megszállták.
A köztársaság 1918-as megalakulásakor Ohlsdorfot Felső-Ausztria tartományhoz sorolták. Miután Ausztria 1938-ban csatlakozott a Német Birodalomhoz, az Oberdonaui gau része lett; a második világháború után visszakerült Felső-Ausztriához.

## Lakosság
Az ohlsdorfi önkormányzat területén 2018 januárjában 5209 fő élt. A lakosságszám 1961 óta gyarapodó tendenciát mutat. 2016-ban a helybeliek 94,2%-a volt osztrák állampolgár; a külföldiek közül 1,5% a régi (2004 előtti), 1,8% az új EU-tagállamokból érkezett. 1,8% a volt Jugoszlávia (Szlovénia és Horvátország nélkül) vagy Törökország, 0,6% egyéb országok polgára. 2001-ben a lakosok 81,1%-a római katolikusnak, 7,6% evangélikusnak, 1,1% ortodoxnak, 8,1% pedig felekezeten kívülinek vallotta magát. Ugyanekkor 12 magyar élt a községben. A legnagyobb nemzetiségi csoportot a németek (95,8%) mellett a szerbek alkották 1,4%-kal.
| 2016 | 5 172 |
| 2018 | 5 209 |

## Látnivalók
- a Szt. Márton-plébániatemplom kéthajós, késő gótikus épület, barokk főoltára 1680-90 között készült. A Szűz Máriát ábrázoló oltárképet Christian Degenhardt festette 1657-ben.
- az aurachkircheni ún. Római templom a 12. században épült román stílusban, szentélye késő gótikus.
- a neogótikus Lourdes-kápolna 1893-ból
- a neves osztrák író, Thomas Bernhard múzeummá átalakított háza. Bernhard 1965-ben költözött a községbe és 15 éven át élt itt.
- a rádiómúzeum
- a triálmotor-múzeum
- a kulcsmúzeum

## Fordítás
- Ez a szócikk részben vagy egészben  az   Ohlsdorf (Oberösterreich) című német Wikipédia-szócikk ezen változatának fordításán alapul.  Az eredeti cikk szerkesztőit annak laptörténete sorolja fel. Ez a jelzés csupán a megfogalmazás eredetét és a szerzői jogokat jelzi, nem szolgál a cikkben szereplő információk forrásmegjelöléseként.